# Von
En alemán, von (en alemán: Von, pronunciado /fɔn/ⓘ) es un ante-apellido que indica una noble patrilinealidad, o una simple preposición utilizada generalmente por plebeyos que significa de o del. También fue usado por personas que fueron ennoblecidas o simplemente por ciudadanos que amaban lugares de Alemania.
Los directorios de la nobleza como el Almanaque de Gotha abrevian el término noble von a v. En los nombres medievales o en los primeros tiempos modernos, la partícula von fue a veces agregada a los nombres de los plebeyos; así, Hans von Duisburg significaba "Hans de [la ciudad de] Duisburg". Este último significado se conserva en los apellidos toponímicos suizos y por medio de la partícula van de las lenguas neerlandesa y afrikáans, afín a von pero que no indica nobleza. Este uso más común es omnipresente: hay muchos más neerlandeses plebeyos con el apellido cognado van, a diferencia de la mayoría de los usuarios alemanes de von que son nobles.

## Uso
Al usarse como parte de un nombre germano, el agregado "von" puede indicar que la persona es miembro de la nobleza, como sucede en algunos casos en  francés,  español y  portugués con la preposición "de". En ciertos lugares, su uso es ilegal para todos aquellos que no pertenezcan a la nobleza. 
Aun así, en la Edad Media, era de uso común en los nombres y fue ampliamente usado por los plebeyos. En otras circunstancias, el prefijo "von" era añadido para dar intencionalmente un toque aristocrático a nombres que, como el caso de Joachim von Ribbentrop, no habían nacido con la palabra "von".
Con la abolición de la monarquía en Alemania y Austria en 1919, al principio, "von" fue usado simplemente como una parte ordinaria en los nombres. En Alemania no existen privilegios legales o tratamiento especial para estas personas, aunque en la práctica, mucha gente con "von" en sus nombres es tratada, por ejemplo en directorios telefónicos, con dicha palabra y el nombre que viene después. En Austria, por otro lado, no solo los privilegios de la nobleza fueron abolidos, sino que también la preposición "von" fue eliminada. Por ejemplo "Friedrich von Hayek" se transformó en Friedrich Hayek en 1919 cuando Austria suprimió todos los indicadores de nobleza en los nombres familiares.
- Datos: Q300942
- Multimedia: Von (surname particle) / Q300942